# Wanda Hjort Heger
Pour les articles homonymes, voir Heger.
Wanda Hjort Heger, née le 9 mars 1921 à Christiania (Norvège) et morte le 27 janvier 2017, est une travailleuse sociale et ancienne membre de la résistance norvégienne au nazisme avec sa famille. Pendant la Seconde Guerre mondiale, elle aide les Norvégiens emprisonnés en Allemagne en leur envoyant des lettres et des colis.

## Jeunesse
Fille de Johan Bernhard Hjort (1895-1969) — le fondateur du Nasjonal Samling, le parti d'extrême-droite norvégien en 1933 — et de sa femme Anna Cathrine Holst (1895-1992), Wanda Hjort grandit avec ses six frères et sœurs à Vestre Aker, un quartier d'Oslo. En 1940, son père rejoint la Résistance norvégienne ; il est arrêté en 1941 et interné en Allemagne. Restée à Oslo, Wanda Hjort entre en contact avec des prisonniers à Grini et Møllergata 19 (en) (le QG des services d'occupation) à qui elle procure des objets illégalement tout en suivant des cours de droit à l'Université d'Oslo.
Un an plus tard, Wanda Hjort et toute sa famille sont envoyées vers l'Allemagne et mises sous surveillance dans le château de Gross Kreutz, à 20 km de Berlin : c'est la condition pour que son père sorte du camp dans lequel il était retenu.

## Seconde Guerre mondiale
En Allemagne, la famille jouit d'une certaine liberté de mouvement et Hjort commence à rendre visite aux prisonniers au camp d'Oranienbourg puis à Sachsenhausen où se trouvent des prisonniers norvégiens. Avec son plus jeune frère, elle apporte des colis de nourritures et les gardes les laissent passer (selon une anecdote lorsqu'on lui demande pour la première fois d'où ils viennent, elle répond « Gross Kreuz » et le garde comprend « Rotes Kreuz » (le nom allemand de la Croix-Rouge allemande)). À partir de là, tous les vendredis à 12h elle apporte des colis. Au fil des mois, elle crée une cartographie des prisonniers norvégiens dans les camps allemands dont Sachsenhausen, Ravensbrück, Natzweiler-Struthof, Dachau, Neuengamme et Buchenwald bien que la famille n'ait pas le droit de voyager et risque d'être arrêtée.
Les informations sur les prisonniers de divers camps sont transmises sous forme de liste à Gross Kreuz et servent de guide pour les colis. Wanda Hjort tente plusieurs fois d'aller à Natzweiler-Struthof situé en Alsace-Lorraine mais est refoulée à la frontière à chaque fois. En 1944, elle atteint finalement le camp et réussit à faire la liste de tous les prisonniers norvégiens du camp, liste qu'elle envoie à la Croix-Rouge suédoise. Grâce à elle, 258 des 504 prisonniers norvégiens du camp survécurent à la guerre. En effet, Folke Bernadotte créateur des Bus blancs, utilisa les listes de la famille Hjort pour trouver les prisonniers à emmener. Parmi eux se trouvent Trygve Bratteli et Kristian Ottosen (en).
Après la guerre, elle sert comme officier de rapatriement pour le gouvernement britannique et ne revient en Norvège qu'à l'automne 1945 où elle intègre le bureau de rapatriement d'Oslo. De 1946 à 1966, elle reste femme au foyer pour élever ses six enfants.

## Après la guerre
À partir de 1966, elle se tourne vers le social, travaillant dans plusieurs prisons du pays comme conservatrice à temps partiel puis comme cheffe du service des prisons. Elle sert également au conseil consultatif de la Rikstrygdeverkets Rådgivende (Administration nationale des assurances) concernant les retraites des anciens combattants. Elle fait également partie de la Fondation White uses to Auschwitz.
En 1984, elle publie ses mémoires sur la guerre, Hver fredag foran porten (tous les vendredis devant le portail).
Elle meurt le 27 janvier 2017 à l'âge de 95 ans.

## Distinctions
- 1945 : médaille d'honneur de la Croix-Rouge danoise[2]
- 1945 : médaille d'honneur de la Croix-Rouge suédoise[2]
- 1985 :  Chevalier de 1re classe de l'ordre de Saint-Olaf[6]
- 1985 : bourse commémorative Carl Hammerich[8]
- 2001 : insigne d'honneur de la Croix-Rouge norvégienne[6]

En 2013, elle est listée par Verdens Gang à la 56e place des « 100 femme norvégiennes du siècle »

## Ouvrage
- Hver fredag foran porten, 1984